# 乔治·布朗会议中心
乔治·布朗会议中心（George R. Brown Convention Center）是位于美国德克萨斯州休斯顿市中心东侧的一個會議中心，於1987年9月26日對外开放。该中心以企业家、工程师、休斯顿人乔治·鲁弗斯·布朗（George Rufus Brown，1898-1983）命名。